# Jimmy Martinetti
Jimmy Martinetti (* 5. Juli 1946 in Martigny) ist ein ehemaliger Schweizer Ringer, der an den Olympischen Sommerspielen 1968 in Mexiko und Olympischen Sommerspielen 1972 in München teilnahm. Nach Angaben auf der Website Swiss Olympians nahm er auch an den Olympischen Sommerspielen 1980 in Moskau teil.

## Erfolge
Seine grössten Erfolge waren:
- 9. Platz Olympische Spiele 1972 München
- 12 Teilnahmen Freistil an Weltmeisterschaften 1966–1982 (4 Top-10-Plätze)
- 4 Teilnahmen Greco an Weltmeisterschaften 1966–1978
- 14 Teilnahmen an Europameisterschaften 1967–1980
- 30× Schweizer Meister Freistil und Greco von 1967–1983
- 7× Schweizer Mannschaftsmeister